# مستقبل الغلوتامات

مستقبلات الغلوتامات ( الغلوتاميت ) هي نوع من المستقبلات المسؤولة عن استقبال الغلوتامات. يمكن أن تكون هذه المستقبلات مشبكية أو غير مشبكية، وهي تقع بشكل رئيسي على المستقبلات الغشائية للخلايا العصبية والدبقية.
لهذه المستقبلات دور مهم، نظراً لأن الغلوتامات وفيرة في جسم الإنسان، وخاصة في الجهاز العصبي والدماغ البشري، حيث يلعب هناك دور ناقل عصبي وكذلك مركب طليعي (سلف) لمركب حمض غاما-أمينو البوتيريك.